# Municipio de Lisle
El municipio de Lisle (en inglés: Lisle Township) es un municipio ubicado en el condado de DuPage en el estado estadounidense de Illinois. En el año 2010 tenía una población de 116268 habitantes y una densidad poblacional de 1.248,02 personas por km².

## Geografía
Según la Oficina del Censo de los Estados Unidos, el municipio tiene una superficie total de 93.16 km², de la cual 91.57 km² corresponden a tierra firme y (1.7%) 1.59 km² es agua.

## Demografía
Según el censo de 2010, había 116268 personas residiendo en el municipio de Lisle. La densidad de población era de 1.248,02 hab./km². De los 116268 habitantes, el municipio de Lisle estaba compuesto por el 79.15% blancos, el 5.25% eran afroamericanos, el 0.16% eran amerindios, el 10.93% eran asiáticos, el 0.02% eran isleños del Pacífico, el 2.4% eran de otras razas y el 2.1% pertenecían a dos o más razas. Del total de la población el 7.65% eran hispanos o latinos de cualquier raza.